# Laranjal do Jari
Laranjal do Jari is een gemeente in de Braziliaanse deelstaat Amapá. De gemeente telt 47.554 inwoners (schatting 2017).

## Geografie

### Hydrografie
De plaats ligt aan de rivier de Jari die de grens vormt met de staat Pará. De Jari heeft een aantal zijrivieren die in de gemeente ontspringen en uitmonden. De rivier de São Luís ontspringt in de gemeente en maakt deel uit van de gemeentegrens.

### Aangrenzende gemeenten
De gemeente grenst aan Mazagão, Oiapoque, Pedra Branca do Amapari, Vitória do Jari en Almeirim (PA).

#### Drielandenpunt
De gemeente grenst met als landsgrens aan de gemeente Maripasoula in het Kanton Maripasoula met het buurland Frans-Guyana.
En met als landsgrens aan het ressort Tapanahony in het district Sipaliwini met het buurland Suriname.

### Beschermde gebieden

#### Inheems gebied
- Terra Indígena Waiãpi - bewoond door de Wayampi[2]

#### Bosgebieden
- Estação Ecológica do Jari
- Reserva Extrativista do Rio Cajari

## Cultuur

### Bezienswaardigheden
- Nationaal park Montanhas do Tumucumaque

## Verkeer en vervoer

### Wegen
Laranjal do Jari is via de hoofdweg BR-156 verbonden met Macapá, de hoofdstad van de staat Amapá.